# مستشفى طوباس التركي الحكومي
مستشفى طوباس التركي الحكومي هو أحد المستشفيات الحكومية الفلسطينية العاملة في الضفة الغربية والوحيد في محافظة طوباس، يتبع وزارة الصحة الفلسطينية، تبلغ القدرة السريرية له 70 سريرًا، ويعمل فيه 169 موظفًا موزعين على النحو التالي:
| توزيع القوى العاملة في المستشفى (2022) | توزيع القوى العاملة في المستشفى (2022) | توزيع القوى العاملة في المستشفى (2022) | توزيع القوى العاملة في المستشفى (2022) | توزيع القوى العاملة في المستشفى (2022) | توزيع القوى العاملة في المستشفى (2022) | توزيع القوى العاملة في المستشفى (2022) | توزيع القوى العاملة في المستشفى (2022) |
| إدارة وخدمات                           | مهن طبية مساندة                        | قابلة                                  | ممرض                                   | صيدلاني                                | طبيب أسنان واختصاصي                    | طبيب اختصاصي                           | طبيب عام                               |
| -------------------------------------- | -------------------------------------- | -------------------------------------- | -------------------------------------- | -------------------------------------- | -------------------------------------- | -------------------------------------- | -------------------------------------- |
| 35                                     | 27                                     | 12                                     | 60                                     | 4                                      | 0                                      | 15                                     | 16                                     |

## التأسيس
افتتح المستشفى مطلع عام 2014، لتقديم الخدمات الطبيّة في محافظة طوباس والأغوار.

## الخدمات
بلغت نسبة إشغال المستشفى عام 2016 حوالي 60%، حيث قدم خدماته من خلال أقسامه المختلفة، وهي: الطوارئ، النسائية والتوليد، الحضانة، الكلية الصناعية، العمليات، العناية المكثفة، العيادات الخارجية.

## ألقاب
- حصل المستشفى على لقب المستشفى صديق الطفل؛ لمطابقته معايير علاج الأطفال المرضى ومتابعتهم وتوفير الخدمات المثلى لهم.[3]